# Jaghatu (Wardak)
Jaghatu (persiska: جغتو) är ett distrikt i Afghanistan. Det ligger i provinsen Wardak, i den centrala delen av landet, 110 kilometer sydväst om huvudstaden Kabul.
Distriktet beräknades år 2022 ha cirka 54 000 invånare.